# Carteira digital
Uma carteira digital refere-se a um dispositivo eletrônico que permite que um indivíduo faça transações eletrônicas. Isso pode incluir a compra de itens on-line usando um computador ou um smartphone para comprar algo em uma loja. A conta bancária de um indivíduo também pode ser vinculada à carteira digital. Eles também podem ter sua carteira de motorista, cartão de saúde, cartão de fidelidade e outros documentos de identificação armazenados no telefone. As credenciais podem ser passadas para o terminal de um comerciante sem fio via comunicação de campo próximo (NFC). Cada vez mais, carteiras digitais estão sendo feitas não apenas para transações financeiras básicas, mas também para autenticar as credenciais do titular. Por exemplo, uma carteira digital pode verificar a idade do comprador na loja enquanto compra álcool. O sistema já ganhou popularidade no Japão, onde as carteiras digitais são conhecidas como "carteira mobile". Uma  carteira digital de criptomoeda é uma carteira digital onde as chaves privadas são armazenadas para criptografia como o bitcoin.

## Tecnologia
Uma carteira digital possui um componente de software e informação. O software fornece segurança e criptografia para as informações pessoais e para a transação real. Normalmente, as carteiras digitais são armazenadas no lado do cliente e são facilmente auto-mantidas e totalmente compatíveis com a maioria dos sites de comércio eletrônico. Uma carteira digital do lado do servidor, também conhecida como uma carteira fina, é aquela que uma organização cria para e sobre você e mantém em seus servidores . As carteiras digitais do lado do servidor estão ganhando popularidade entre os principais varejistas devido à segurança, eficiência e utilidade adicional que fornece ao usuário final, o que aumenta a satisfação de sua compra geral [carece de fontes?]. O componente de informação é basicamente um banco de dados de informações de entrada de usuário. Esta informação consiste em seu endereço de entrega, endereço de cobrança, métodos de pagamento (incluindo números de cartão de crédito, datas de expiração e números de segurança) e outras informações.
As carteiras digitais são compostas por dispositivos de carteira digital e sistemas de carteira digital. Existem dispositivos de carteira digitais dedicados, como a carteira biométrica de Dunhill onde é um dispositivo físico que contém dinheiro e cartões de alguém, juntamente com uma conexão móvel Bluetooth. Atualmente, existem novas explorações para smartphones com recursos de carteira digital NFC, como a série Samsung Galaxy e os smartphones Google Nexus que utilizam o Android Pay da Google e o iPhone 6 da Apple Inc. usando Apple Pay.
Os sistemas de carteira digital permitem o uso generalizado de transações de carteira digital entre vários fornecedores de varejo sob a forma de sistemas de pagamentos móveis e aplicações de carteira digital. O sistema de pagamentos móveis M-Pesa e o serviço de microfinanciamento têm uso generalizado no Quênia e na Tanzânia, enquanto o aplicativo MasterCard PayPass foi adotado por vários fornecedores nos EUA e em todo o mundo.
A carteira digital está sendo usada cada vez mais em países asiáticos. Um em cada cinco consumidores na Ásia agora está usando uma carteira digital que representa um duplo aumento de dois anos antes. Uma pesquisa recente realizada pela pesquisa de compras móveis da MasterCard mostra em 8500 adultos com idade entre 18 e 64 anos, em 14 mercados mostrados, 45% usuários na China, 36,7% usuários na Índia e 23,3% usuários em Singapura são os maiores adotantes de carteira digital. A pesquisa foi realizada entre outubro e dezembro de 2015. A análise também mostrou (48,5%) que os consumidores dessas regiões fizeram compras usando smartphones. Os consumidores indianos estão liderando o caminho com 76,4% usando um smartphone para fazer compras, o que representa um aumento drástico de 29,3% em relação ao ano anterior. Isso fez com que empresas como a Reliance e a Amazon Índia saíssem com sua própria carteira digital. O Flipkart já introduziu sua própria carteira digital.

## Pagamentos por bens e serviços adquiridos online
Uma carteira digital do lado do cliente requer mínima configuração  e é relativamente fácil de usar. Uma vez que o software está instalado, o usuário começa por inserir todas as informações pertinentes. A carteira digital está agora configurada. Na página de compra ou check-out de um site de comércio eletrônico, o software de carteira digital tem a capacidade de inserir automaticamente as informações do usuário no formulário on-line. Por padrão, a maioria das carteiras digitais solicita quando o software reconhece um formulário no qual ele pode preencher; Se alguém quiser preencher o formulário automaticamente, o usuário será solicitado a solicitar uma senha . Isso mantém os usuários não autorizados longe de exibir informações pessoais armazenadas em um computador específico.

### CELM
As carteiras digitais são projetadas para serem precisas ao transferir dados para formulários de checkout de varejo; no entanto, se um determinado site de comércio eletrônico tiver um sistema de seleção peculiar, a carteira digital pode não reconhecer adequadamente os campos do formulário. Este problema foi eliminado por sites e software de carteira que utilizam a tecnologia de comércio eletrônico de linguagem de modelagem (CELM). A linguagem de modelagem de comércio eletrônico é um protocolo que determina como os varejistas online estruturam e configuram seus formulários de pagamento. Os fornecedores de comércio eletrônico participantes que incorporam tecnologia de carteira digital e CELM incluem Microsoft, Discover, IBM e Dell.

## Aplicação de carteiras digitais
Os consumidores não são obrigados a preencher formulários de pedidos em cada site quando compram um item porque as informações já foram armazenadas e são atualizadas automaticamente e inseridas nos campos de pedidos em todos os sites comerciais ao usar uma carteira digital. Os consumidores também se beneficiam ao usar carteiras digitais porque suas informações são criptografadas ou protegidas por um código de software privado; Os comerciantes se beneficiam ao receber proteção contra fraudes.
As carteiras digitais estão disponíveis gratuitamente para os consumidores e são bastante fáceis de obter. Por exemplo, quando um consumidor faz uma compra em um site comercial que está configurado para lidar com carteiras digitais do lado do servidor, ele escreve seu nome e informações de pagamento e envio na própria forma do comerciante. No final da compra, o consumidor é convidado a se inscrever para uma carteira de sua escolha digitando um nome de usuário e uma senha para futuras compras. Os usuários também podem adquirir carteiras no site do vendedor de carteiras.
Embora uma carteira seja gratuita para os consumidores, os vendedores carregam comerciantes de carteiras. Alguns vendedores de carteiras fazem arranjos para que os comerciantes paguem uma porcentagem de cada compra bem sucedida direcionada através de suas carteiras. Em outros casos, os fornecedores de carteiras digitais processam as transações entre os titulares de cartões e os comerciantes participantes e cobram aos comerciantes uma taxa fixa. [carece de fontes?]

## Vantagens para sites de comércio eletrônico
Mais de 25% dos compradores online abandonam sua ordem devido à frustração no preenchimento de formulários. 
  A carteira digital combate esse problema, dando aos usuários a opção de transferir suas informações com segurança e precisão. Essa abordagem simplificada para concluir as transações resulta em melhor usabilidade e, finalmente, mais utilidade para o cliente.
Carteiras digitais também podem aumentar a segurança da transação, uma vez que a carteira normalmente não passa os detalhes do cartão de pagamento para o site (um identificador de transação ou token exclusivo é compartilhado). Cada vez mais, esta abordagem é uma característica dos gateways de pagamento online , especialmente se o gateway de pagamento oferece uma abordagem de integração de "página de pagamento hospedado".